# Rastislav Michal
Rastislav Michal (9. června 1936 v Teplicích – 28. října 2022 v Praze) byl český akademický malíř, grafik a ilustrátor.

## Život
V letech 1951-1955 studoval obor grafických technik (prof. J. Vodrážka) na Vyšší škole uměleckého průmyslu (později Výtvarná škola). V roce 1955 byl přijat na Akademii výtvarných umění v Praze(ateliér portrétní a figurální tvorby), kde jeho profesory byli postupně Antonín Pelc, Miloslav Holý a Karel Souček. Po absolutoriu v roce 1961 následoval na Akademii čestný rok (1962) a stipendium Svazu výtvarných umělců v Praze (1963). V roce 1975 získal stipendium francouzské vlády na roční pobyt v Paříži. Žil a pracoval v Praze.

Od roku 1994 je stálá expozice jeho širokospektré tvorby v Galerii Michal’s Collection, Husova 13, Praha 1 – Staré Město.

## Dílo

### Malířská tvorba

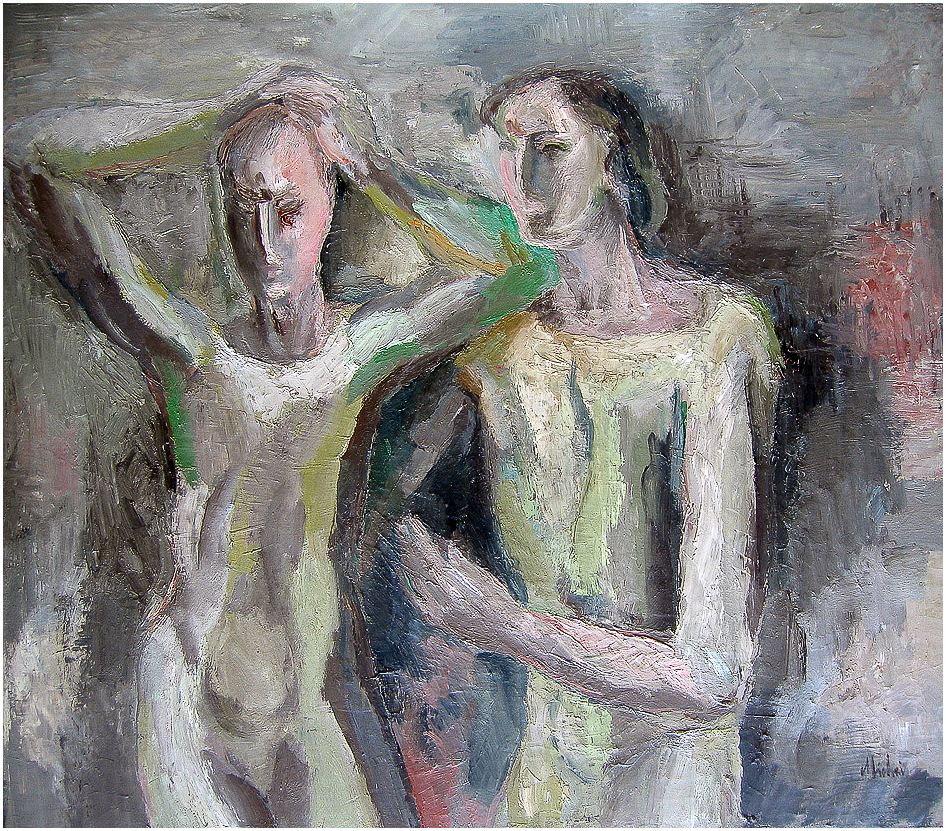
Nevěsta z páté čtvrti (1978), olej na plátně

Od konce padesátých a v průběhu šedesátých let navázal Rastislav Michal na klasickou linii moderní malby. Obrazy charakterizuje plasticky pojatý objemový tvar a malířská kultivovanost projevu („Milenci“, 1963; „Moderní Olympia“, 1963; „Malíř a model“, 1968; „Tři ženy z Torina“, 1968). Tento výrazový klasicismus představoval „tichou“ vzpouru proti často jednostrannému modernismu i diletantskému „ne-umění“, vyrůstal z potřeby bránit se něčím „vysokým“ malosti a nízkosti, vplétajícími se do kulturního života.

Od přelomu šedesátých a v sedmdesátých letech se jeho projev dynamizoval, začal se vzdalovat klasickému pólu, zcela jistě pod tíhou doby. Expresivita vrcholí za ročního studijního pobytu v Paříži (stipendium francouzské vlády) roku 1975, v obrazech jako „Trojportrét“, „Přítelkyně“ či v cyklu „Z Paříže“. V druhé polovině sedmdesátých let vznikají další závažná díla: triptych „Pláž“ (1977), soubory obrazů „Z Páté čtvrti“ (1978), „Akrobaté“ (1979) ad.

Obrazy osmdesátých let jako např. „Figura IV – Velká Odaliska“, 1981; „Milenci z Pompejí“, 1984; „Ateliér“, 1984 jsou prodchnuty erotickým zaujetím. Autor objevuje novou prostorovost i barevnou paletu. Realizuje významné portréty (Z. Sklenář, 1978; Jan Bauch, 1982, J. Kotalík, 1986 ad.). Také téma zátiší a krajiny prochází autorovou malbou. Poznání norské a islandské přírody ho podnítilo k sérii obrazů s motivy moře, kráterů (1988-89), v nichž však nejde o přírodní „impresi“, ale o hlubší reflexi o životě a osudu. Novým směrem se malíř vydal v cyklu „Labyrint písma“ (1990-91), v němž se inspiruje starozákonními texty.

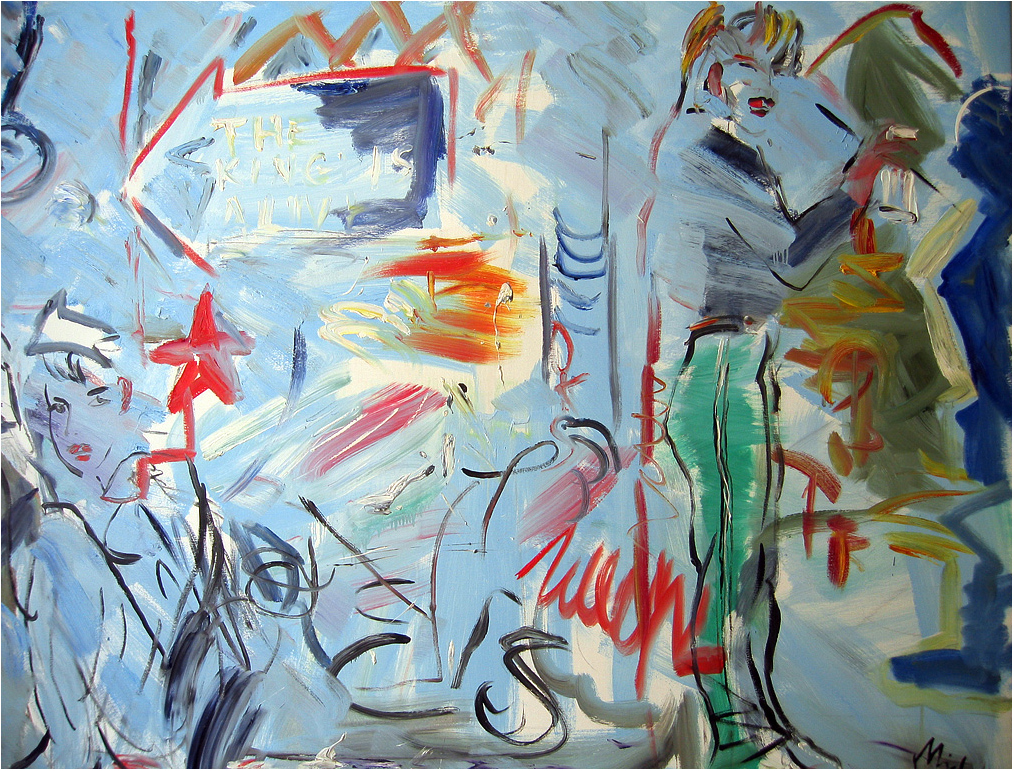
Graffiti (2003), olej na plátně

V obrazech vzniklých po roce 1991 se projevuje nejvýrazněji mnohovrstevnatost jeho tvorby. Klasické náměty se ztrácí pod silou malířského gesta („Ženy v bazénu“, 1996; „Tři Grácie“, 1998), jsou apropriovány a zasazeny do odlišných kontextů („Aukce“, 1999; „Slečny na břehu Seiny“, 2001). Autor nastavuje zrcadlo dnešnímu světu (cykly „Modelky“, 1996-97; „Cream & Dream“, 2003; „Ženy v květinách“, 2004; „Graffiti“, 2003-2005; ad.). Nově ztvárňuje krajinnou tematiku (triptych „Ze Šárky“, 2003; cykly „Stráň“, „Stromy“, 2002, 2004; „Ledovce“, 2005). Dále rozvíjí portrétní tvorbu, i v monumentálních obrazových formátech (Valentino, Karl Lagerfeld, Rolling Stones). Současně v některých obrazech dospívá až k abstraktnímu výrazovému pólu s důrazem na rozvinutí svobodné hry barev a tvarů, vzdáleně odkazující k jeho figurální tvorbě.

Malířskou tvorbu Rastislava Michala doplňuje bohatá činnost v oboru grafiky (samostatné grafické listy, dále přes 300 Exlibris, novoročenky, bibliofilské tisky a grafické soubory).

### Knižní ilustrace
Rastislav Michal ilustroval přes 50 knižních titulů:
- Cyrano de Bergerac (autor Edmond Rostand, překlad Jaroslav Vrchlický; Praha, Orbis, 1968)
- Kormidelník čtvera větrů (autor Alexandr Grin, překlad a doslov Zdeňka Psůtková; Praha, Naše vojsko, 1965
- Jessie a Morgiana (autor Alexandr Grin,překlad Zdeňka Psůtková; Svět sovětů, 1966)
- Farao (autor Boleslav Prus, přeložila Helena Teigová; Praha, Lidové nakladatelství, 1972)
- Anna Kareninová (autor Lev Nikolajevič Tolstoj, překlad Taťjana Hašková, Praha, Lidové nakladatelství, 1973)
- Spříznění volbou (autor Johann Wolfgang Goethe, překlad Erik Adolf Saudek; Praha, Práce, 1974)
- Vojna a mír (autor Lev Nikolajevič Tolstoj, překlad Tamara a Vilém Sýkorovi, Praha, Naše vojsko, 1976)
- Eugen Oněgin (autor Alexandr Sergejevič Puškin, překlad Josef Hora; Praha, Odeon, 1977)
- Zločin a trest (autor Fjodor Michajlovič Dostojevskij, překlad Jaroslav Hulák; Praha, Lidové nakladatelství, 1977)
- Jindrové (autor Karel Matěj Čapek-Chod; Praha, Odeon, 1978)
- Dopisy nesmrtelné milence (autor Ludwig van Beethoven; Polička, František Popelka, 1978)
- Příhoda v ulici Psa (povídky, autor Alexandr Grin překlad Zdeňka Psůtková; Praha, Práce, 1978)
- Dáma s kaméliemi (autor Alexandre Dumas mladší, překlad Věra Kopalová; Praha, Melantrich, 1981)
- Člověk člověku (výbor z poezie, autor Jan Noha; Praha, Československý spisovatel, 1982)
- Spartakus, Díl 2 – Smrtí boj nekončí (autorka Jarmila Loukotková; Praha, Práce, 1982)
- Doma lidé umírají (autorka Jarmila Loukotková; Praha, Československý spisovatel, 1983)
- Jan houslista (autor Josef Hora; Praha, Československý spisovatel, 1983)
- Všechna tvoje těla (výbor z poezie, autor Vladimír Janovic; Praha, Československý spisovatel, 1983)
- Domy s tisícem očí (Praha – Berlín v poezii a próze; Praha, Melantrich, 1985)
- Svlékání tmy (výbor z veršů, autor Dylan Thomas, překlad Pavel Šrut, typografie Oldřich Hlavsa; Praha, Československý spisovatel, 1988)
- Chlapec ze Salcburku (vyprávění ze života W.A. Mozarta, autor Karel Vladimír Burian; Praha, Supraphon, 1990)

### Realizace v architektuře
- 1979 Dvě figurální kompozice, 260 x 160 cm, OMNIPOL v Praze
- 1981 Triptych „Piazza“ („Milenci“, „Finále“, „Hra“), 210 x 510 cm, Kaiserštejnský palác v Praze
- 1983 Dvě tapiserie, 210 x 170 cm, Kulturhuset v Hamaru, Norsko
- 1998 Tři Grácie, 210 x 170 cm, vila F. L. Wrighta, Washington

### Autorské výstavy (výběr)
- 1964 Západočeská galerie v Plzni
- 1965 Laterna magika, Praha
- 1969 Galerie Mladých – Výstavní síň Mánes, Praha
- 1973 Galerie D, Praha; Zlatá lilie, Praha
- 1974 Galerie Na Slovanech, Praha
- 1975 Centre des oeuvres universitaires, Paříž
- 1976 Malá galerie Československého Spisovatele, Praha; Galerie Dílo, Olomouc
- 1977 Památník národního písemnictví, Praha; Galerie Fronta, Praha; Galerie výtvarného umění, Havlíčkův Brod
- 1979 Galerie Groll, Norimberk
- 1980 Galerie bratří Čapků, Praha;SGVU v Litoměřicích
- 1981 Hamar Kunstforening, Norsko; Galerie de Gouden Hoorn, Halle, Belgie
- 1982 Oslo Kunstforening, Norsko; Oblastní galerie Vysočiny, Jihlava
- 1983 Galerie umění, Karlovy Vary
- 1984 Městské kulturní středisko, Třebíč
- 1985 Trondhjems Kunstforening, Norsko; Bergens Kunstforening, Norsko; Státní galerie výtvarného umění, Náchod; Městská galerie, Kutná Hora
- 1986 Galerie V. Špály, Praha; Norsk Skogbruksmuseum, Elverum, Norsko
- 1988 The Reykjavik Municipal Art Museum, Reykjavík, Island; Oblastní galerie, Liberec
- 1989 Kulturhuset Tynset, Tynset, Norsko; Malá galerie Československého Spisovatele, Praha; Dům kultury, České Budějovice
- 1990 Galerie D, Praha; Galerie Platýz, Praha; Gallery Kovesdy, New York
- 1992 Galerie výtvarného umění, Kladno
- 1993 Galerie Pallas, Praha
- 1994/2012 Stálá výstava obrazů, kreseb a grafiky Galerie Michal’s Collection, Praha
- 1998 Muzeum Semily; Dejvická galerie V. Kramáře, Praha
- 1999 Galerie 21, Plzeň
- 2000 Galerie plastik, Hořice v Podkrkonoší; Galerie Nová síň, Praha
- 2001 Muzeum Semily
- 2006 Galerie Michal’s Collection, nové výstavní prostory, výstava Rastislav Michal, „Graffiti a jiné cykly“ u příležitosti autorových sedmdesátých narozenin

### Členství v uměleckých spolcích
Člen Svazu českých výtvarných umělců (1961-1989), Unie výtvarných umělců (od 1991), Spolku českých bibliofilů a čestný člen Spolku sběratelů a přátel exlibris v Praze (1996).

### Zastoupení ve sbírkách
- Národní galerie v Praze
- Galerie hlavního města Prahy
- České muzeum moderního umění v Praze
- Památník národního písemnictví
- Alšova jihočeská galerie, Hluboká nad Vltavou
- Galerie umění Karlovy Vary
- Západočeská galerie v Plzni
- Oblastní galerie Vysočiny v Jihlavě
- Galerie Klenová
- Galerie moderního umění v Roudnici nad Labem
- Galerie umění Havlíčkův Brod
- Okresní galerie Náchod
- Oblastní galerie v Liberci
- veřejné a soukromé sbírky v České republice a zahraničí